# 不穿内裤
未穿內褲、免着內裤為一服裝穿著的俚語，用來通稱下半身无需一般內衣物的狀態（對男性稱free-balling，對女性則稱free-buffing）。
有些特定款式的服裝，如单车短裤在设计穿着时无需内衣裤，而蘇格蘭裙在历来传统上並不另穿内衣裤。这种免穿内衣裤情况也适用在大多数的泳衣、運動服或各式睡衣。

## 英语

### 词源
英语的（字面意思为「进入别动队模式」），追溯其起源或意義有些含混不清，目前某些觀察可能指：出行在外（out in the open）或（軍事上）即將動作（ready for action）。

## 日本

### 詞源
日语稱下半身未著其他內衣物，例如已穿著裤装或裙装，但只是未著内裤（並未裸体或完全未著衣），為和製英語（no pants）、（no panties）兩者的略稱。

### 健康研究
日本医学博士丸山淳士曾提出不穿內褲健康法，認為「在睡眠时不穿内裤较健康」（パンツを脱いで寝ると体によい）。

### 性風俗或恋物
过去在日本曾有风俗店以女性店员不穿内裤作为标榜，例如不穿內褲咖啡廳（ノーパン喫茶店）與不穿內褲涮涮鍋等业者。